# Anastrepha sagittifera
Anastrepha sagittifera är en tvåvingeart som beskrevs av Zucchi 1979. Anastrepha sagittifera ingår i släktet Anastrepha och familjen borrflugor. Inga underarter finns listade i Catalogue of Life.